# Megaleuctra kincaidi
Megaleuctra kincaidi is een steenvlieg uit de familie naaldsteenvliegen (Leuctridae). De wetenschappelijke naam van de soort is voor het eerst geldig gepubliceerd in 1942 door Frison.